# Zamek w Miliczu
Zamek w Miliczu – zabytkowy zamek wybudowany pod koniec XIII w. w Miliczu nad rzeką Barycz.

## Historia
Badania z końca XX w. wykazały, że zamek w Miliczu jest obiektem wielokrotnie przebudowywanym i wyodrębniono kilka faz jego rozbudowy. Najstarszą, murowaną część budowli, określano pałacem biskupim.
Pozyskany i przebadany materiał przesunął wcześniejsze datowania zamku z połowy XIV wieku na schyłek XIII w. (wcześniejsze datowanie znalazło odzwierciedlenie we wpisie w 1961 r. do rejestru zabytków).
W momencie budowy był trzecią co do wielkości rezydencją na Śląsku. Przypuszczano, że fundatorem zamku jako swojej rezydencji był bp. Tomasz I, lecz zapis o wykupie w 1319 r. zamku milickiego z rąk „polskiego palatyna” Alberta sugeruje, iż wcześniej właścicielem zamku był książę. Zamek miał trzy urządzenia ustępowe (po jednym na każdej z kondygnacji) co w tamtym okresie było wyjątkowym luksusem.
8 maja 1282 r. w zamku doszło do podpisania tzw. „Ugody milickiej” pomiędzy Krzyżakami, a księciem Mściwojem II. Zakon krzyżacki podważał prawa Mściwoja II do pomorza wschodniego i zgłosił sprawę do rozstrzygnięcia papieżowi Marcinowi IV. Papież zlecił przeprowadzenie śledztwa, swojemu legatowi Filipowi z Fermo. Legat dla bezpieczeństwa ulokował się w pałacu biskupów wrocławskich w Miliczu, gdzie prowadził sprawę.
W lutym 1282 r. w Kępnie książę pomorski Mściwoj II podpisał układ z księciem wielkopolskim Przemysłem II (Umowa kępińska), gdzie dokonał darowizny swojego księstwa na rzecz Przemysła II. W rezultacie po rozmowach przedstawicieli obu stron sprawa sporu zakończyła się tzw. „Ugodą milicką”, w myśl której Mściwój II został zmuszony do oddania zakonowi krzyżackiemu ziemię gniewską i kilku wsi na Żuławach.

### Właściciele
W XVI w. Maltzanowie weszli w posiadanie dwóch dolnośląskich wolnych państw stanowych: Sycowa – w latach 1530–1571 – oraz Milicza – od 1590 r. W 1694 r. bracia Joachim Wilhelm i Mikołaj Andrzej otrzymali tytuł czeskich hrabiów. W 1774 r. hr. Joachim Andrzej otrzymał tytuł dziedzicznego wyższego podskarbiego na Dolnym Śląsku. Od ustanowienia w 1854 r. wyższej izby pruskiego parlamentu, tj. Izby Panów, wolny pan stanowy Milicza był dziedzicznym członkiem.
Panowie Milicza
- 1590-1625 – Joachim III (ur. 1559, zm. 1625) – syn Jana Bernarda I
- 1625-1628 – Joachim IV (ur. 1593, zm. 1654), Jan Bernard II (ur. 1597, zm. 1667), Wilhelm – synowie Joachima III
- 1628-1654 – Joachim IV
- 1654-1693 – Joachim Andrzej I (ur. 1630, zm. 1693) – syn Joachima IV
- 1693-1728 – Joachim Wilhelm (ur. 1661, zm. 1728) – syn Joachima Andrzeja I, od 1694 r. czeski hrabia
- 1728-1729 – Franciszek (ur. 1698, zm. 1729) – bratanek Joachima Wilhelma
- 1729-1735 – Leopold Wilhelm (ur. 1705, zm. 1735) – brat Franciszka
- 1735-1786 – Joachim Andrzej II (ur. 1707, zm. 1786) – brat Leopolda Wilhelma
- 1786-1817 – Joachim Karol II (ur. 1733, zm. 1817) – syn Joachima Andrzeja II
- 1817-1850 – Joachim Aleksander (ur. 1764, zm. 1850) – syn Joachima Karola
- 1850-1878 – August (ur. 1825, zm. 1878) – wnuk Joachima Aleksandra
- 1878-1921 – Andrzej (ur. 1863, zm. 1921) – syn Augusta
- 1921-1940 – Joachim Karol III (ur. 1905, zm. 1940) – syn Andrzeja
- 1940-1945 – Jan Mortimer (ur. 1937) – syn Joachima Karola – fakt. Elżbieta hr. von Zech (ur. 1913), wdowa po Joachimie Karolu

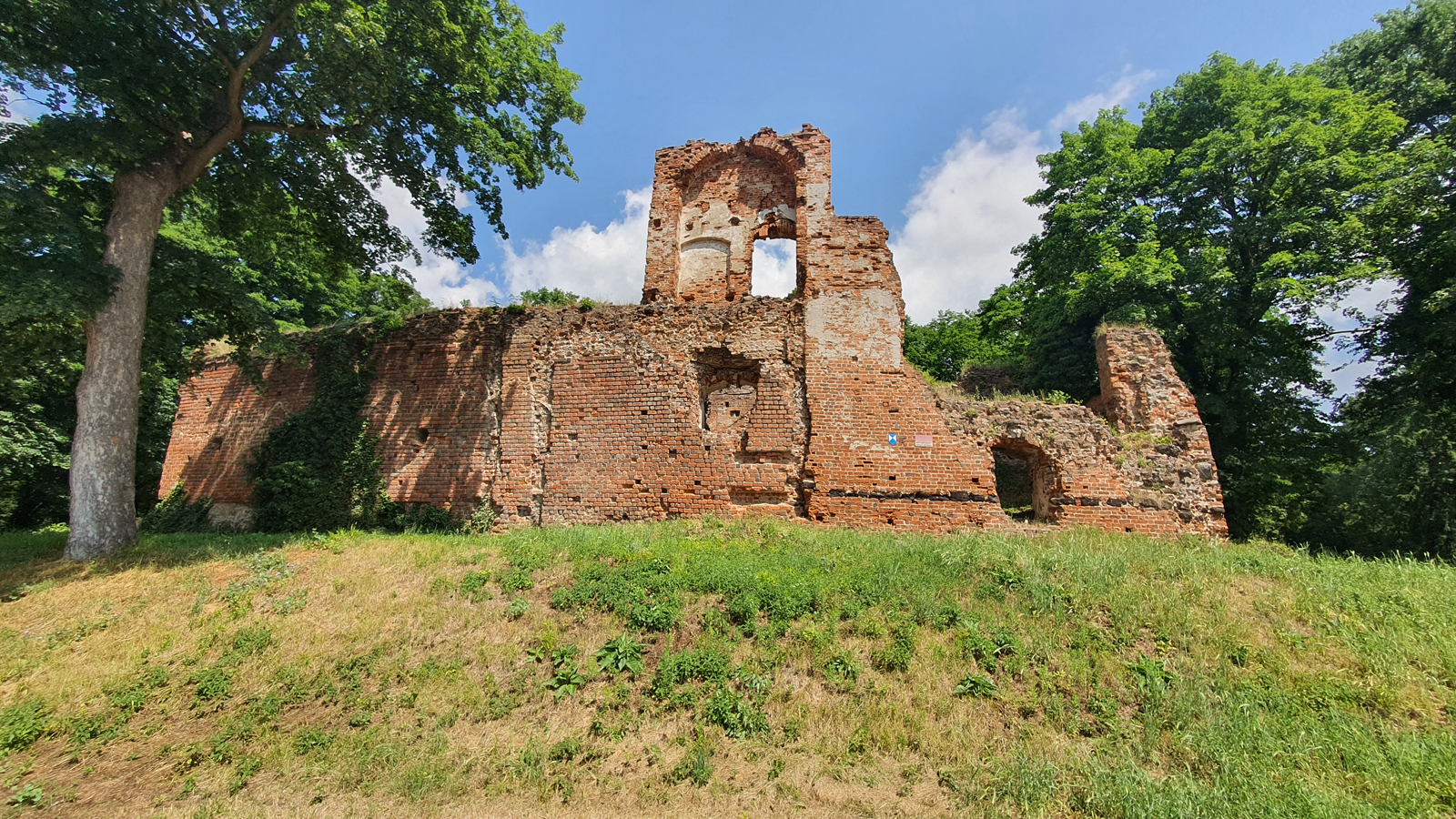
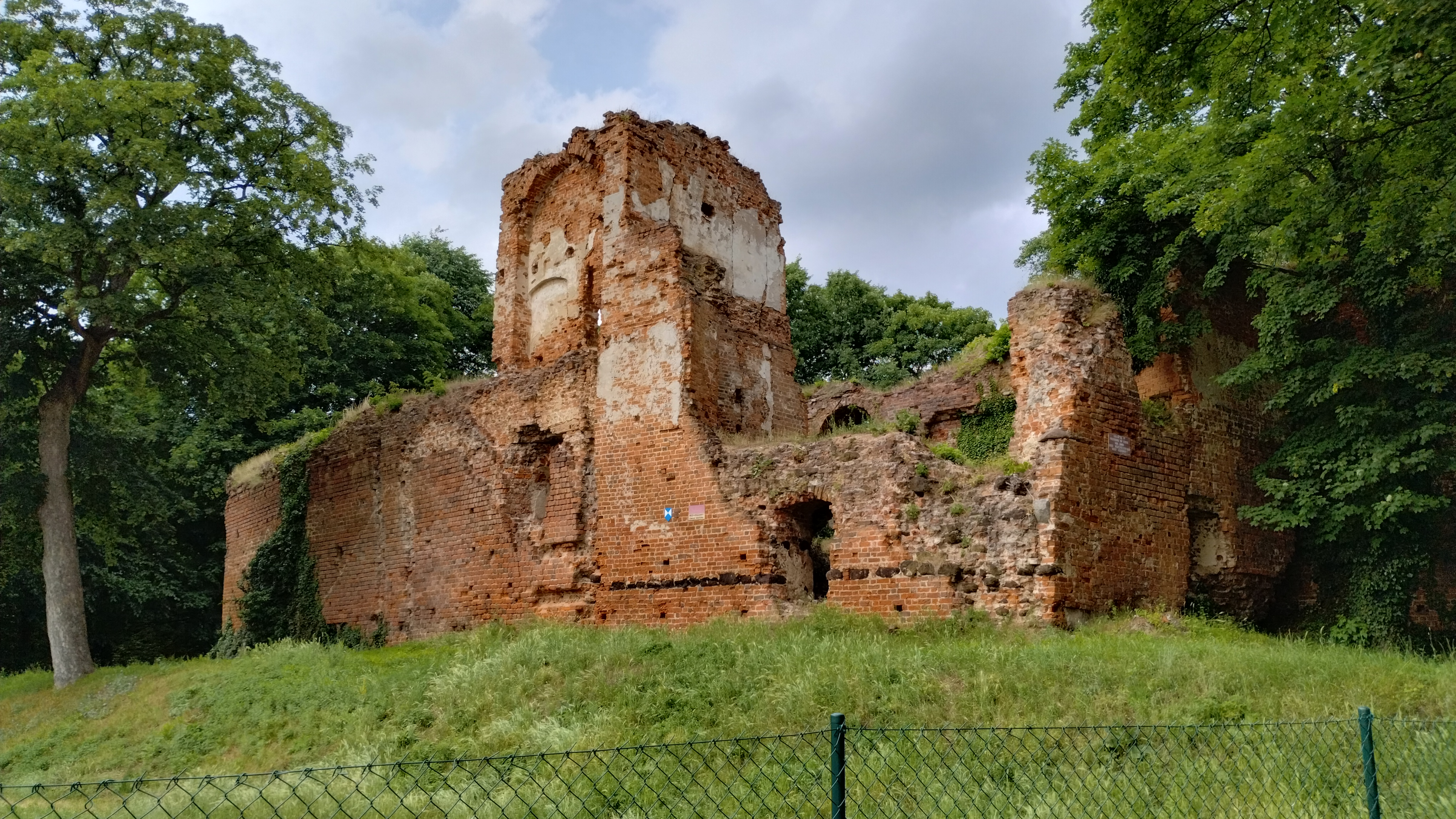
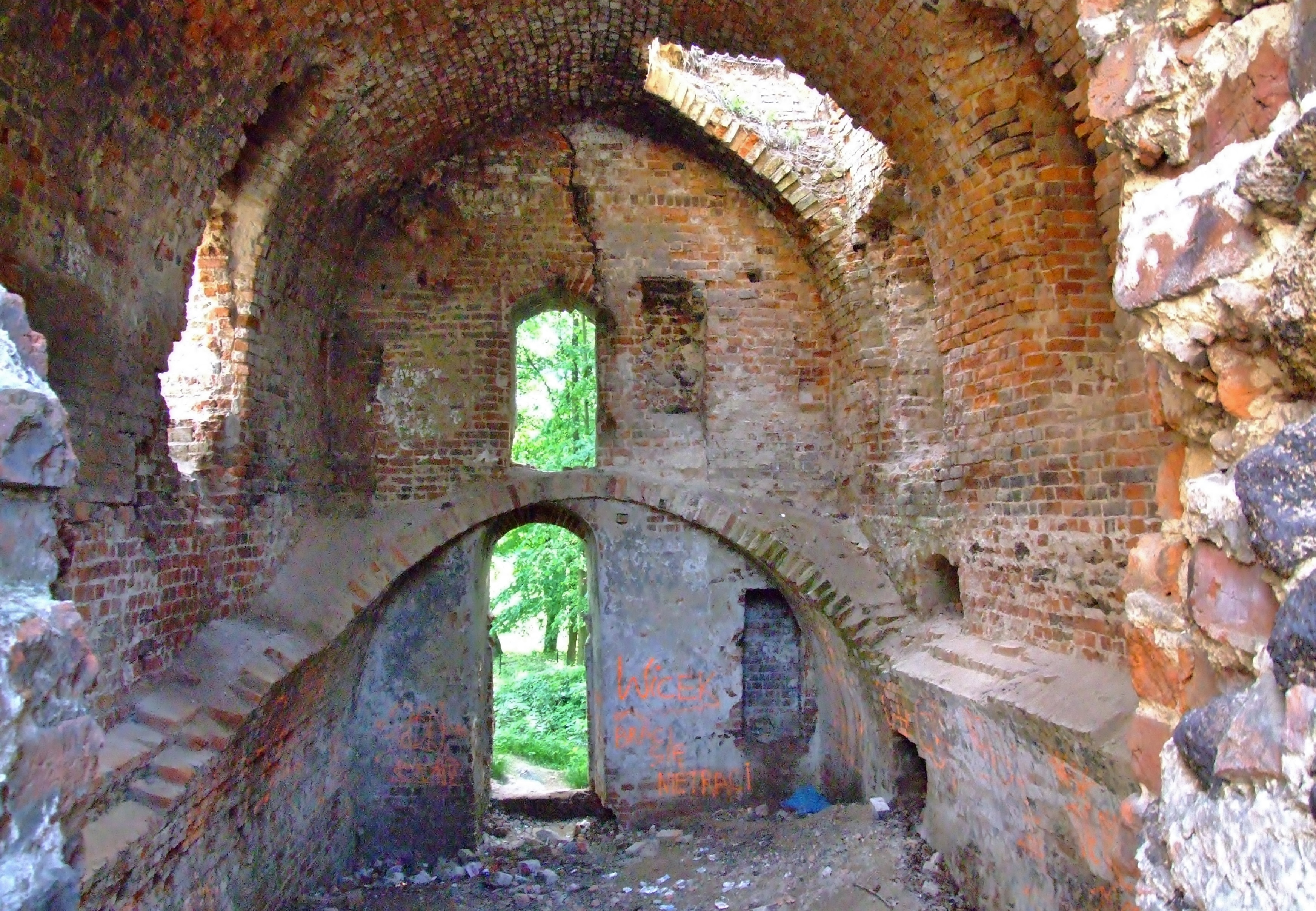
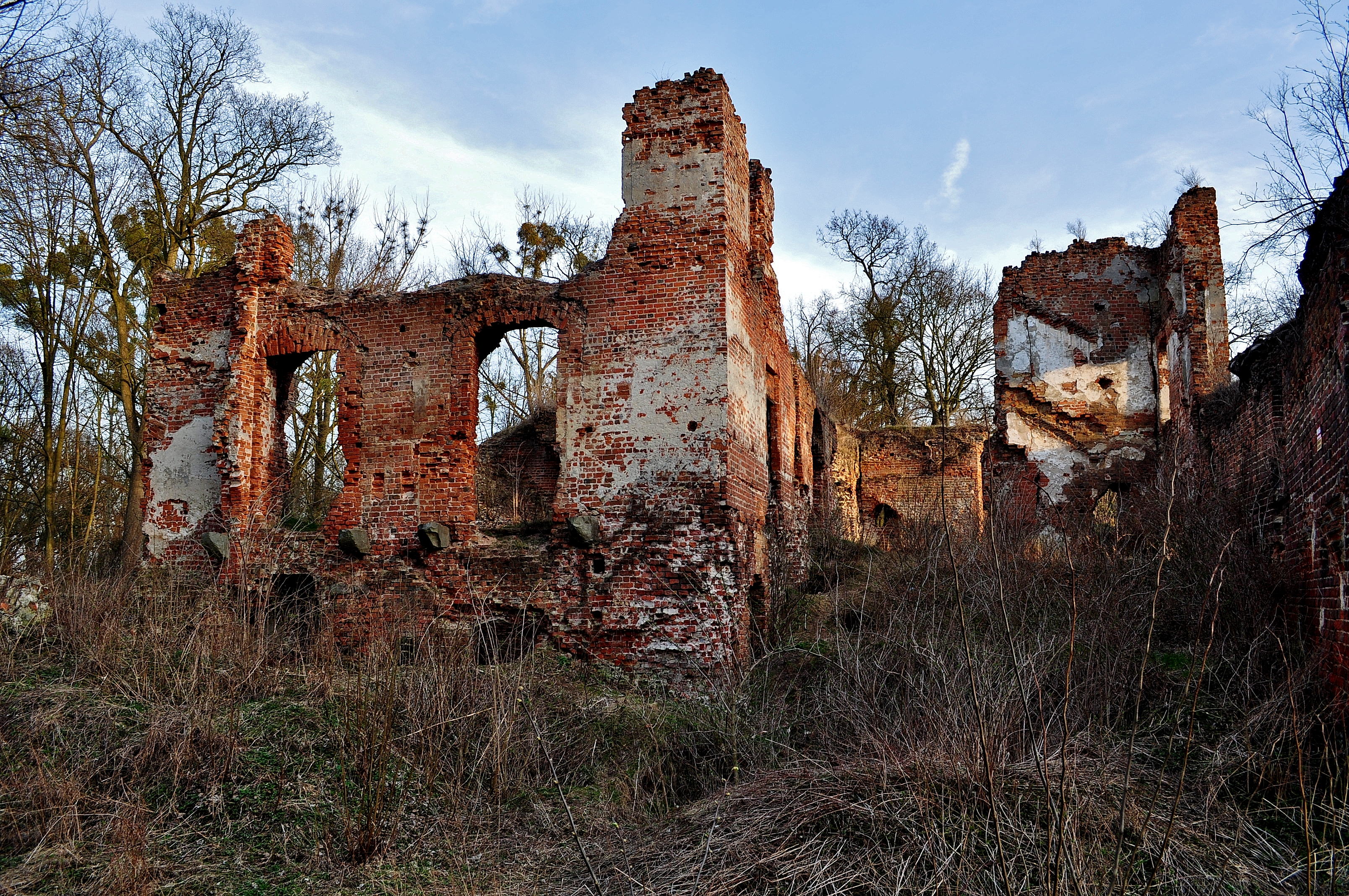
Najstarsza część zamku, po lewej stronie fotografii
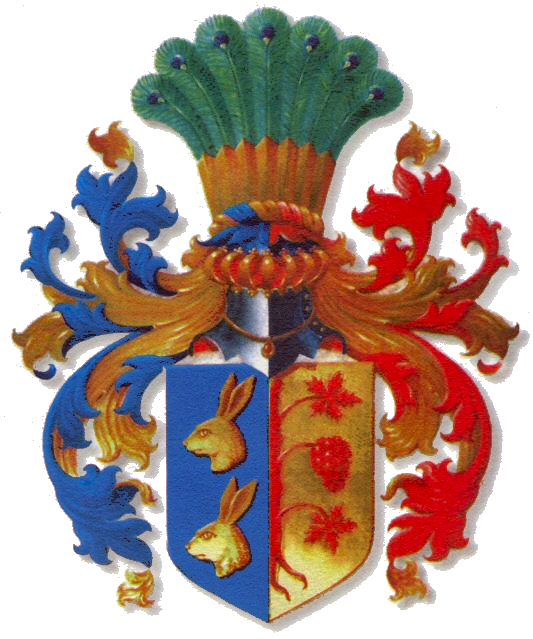
Herb von Maltzahn